# Чёрный пруд (группа)

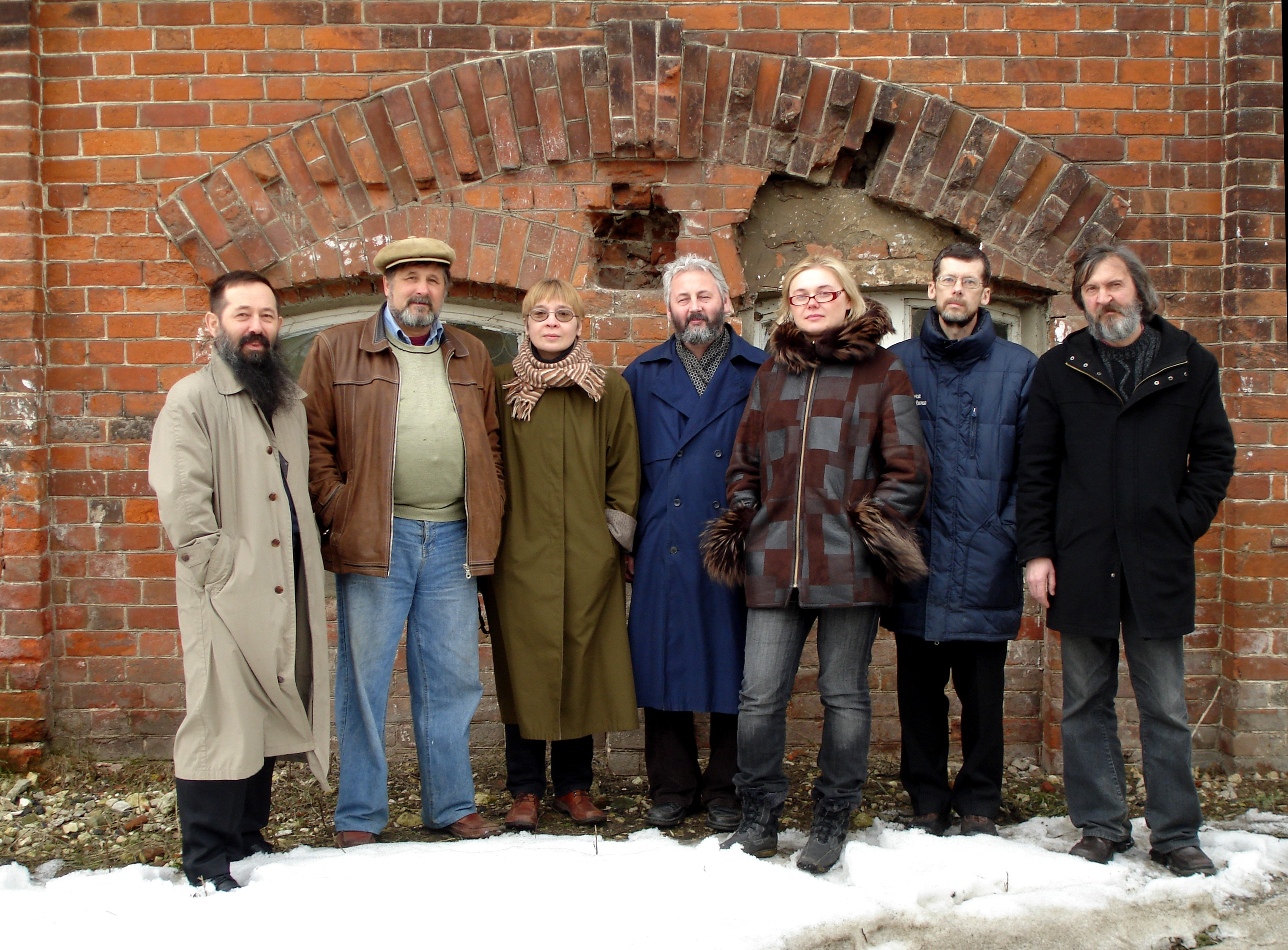
Творческое объединение художников «Чёрный пруд» 2007 год

«Чёрный пруд» — российское неформальное объединение художников, основано в 80-е годы XX века в городе Горьком (ныне Нижний Новгород). Официальная дата регистрации объединения — февраль 1987 году при Горкоме ВЛКСМ. Создание объединения художников «Чёрный пруд» — этап в истории нижегородского неофициального искусства, повлиявший на формирование арт-пространства российской провинции.

## Предыстория
Группа горьковских художников-нонконформистов вела активную творческую деятельность начиная с семидесятых годов прошлого столетия: квартирные выставки, выставки одного дня, «на заборе», «на пленэре», в клубах и кинотеатрах, в рамках которых — неизбежные обсуждения, где каждый присутствующий имел право высказаться. Художников объединяла многолетняя дружба, любовь к искусству и отрицание догм официального искусства, пропагандирующих соцреалистические каноны в живописи. Среди молодых и многообещающих авторов — будущие организаторы и участники «Чёрного пруда» Галина Каковкина, Геннадий Урлин и Яков Васильченко. 

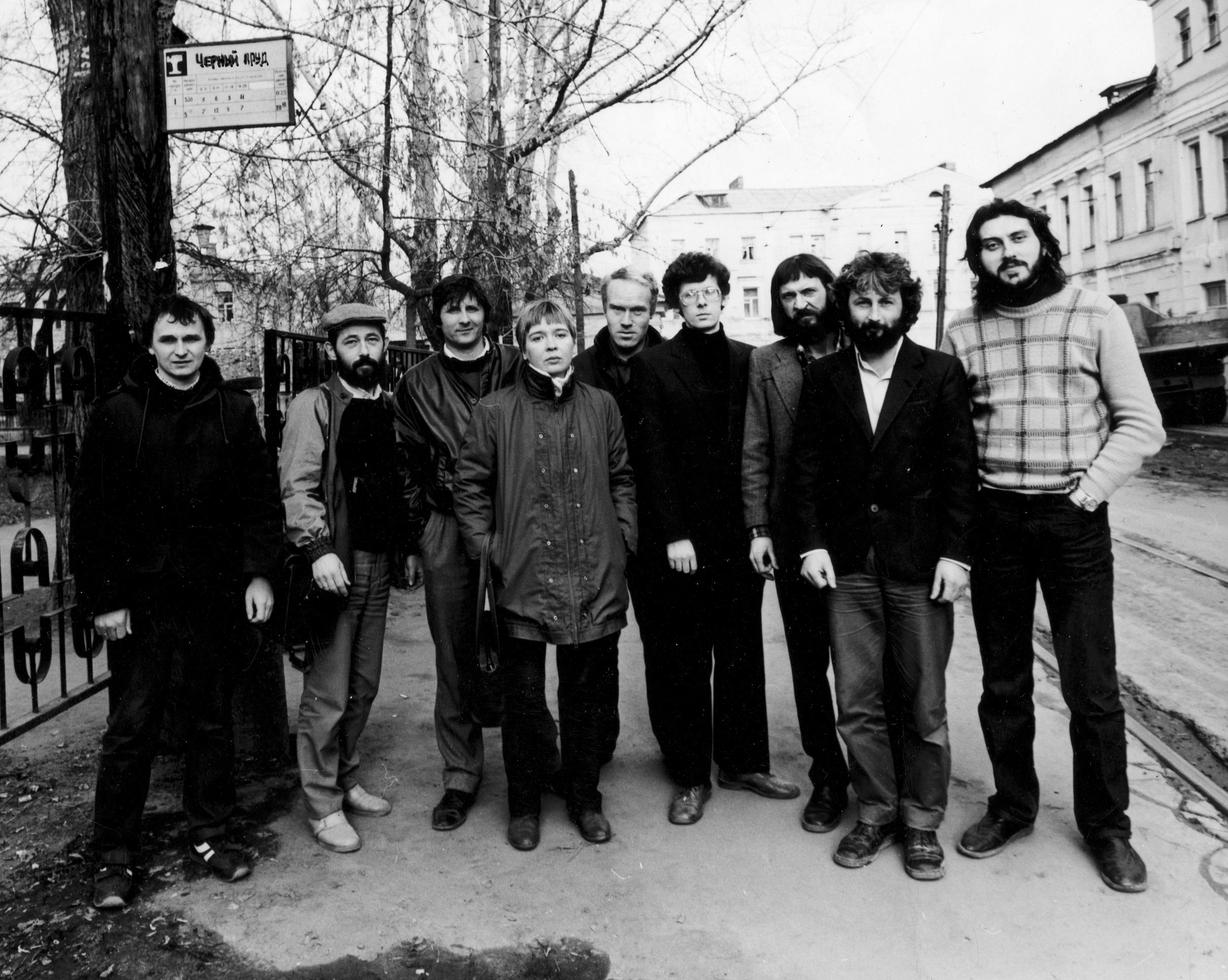
«Чёрный пруд» 1988 год

 Ребята молоды и талантливы, их творческие и духовные поиски вызывают интерес, но до середины 80-х официальные выставочные площадки города для них закрыты. Квартирные выставки, в которых принимают участие художники, привлекают внимание представителей спецслужб. В советские годы представители неофициального искусства часто преследовались властями и КГБ. Город Горький в те годы — закрытый город, а искусство у ребят тяготеет к европейской и досоветской традициям, но никак не подчиняется ни тематикой, ни стилистическими особенностями требованиям советской идеологии. От их работ веет раскрепощённостью и свободой, что по тем временам было недопустимой роскошью.
Позже художники знакомятся с Алексеем Акиловым и Алексеем Сахаровым. Ещё позже к ним присоединяются Николай Опыхтин и Николай Сметанин и Сергей Суворов.
Ребята используют любую возможность выставить свои произведения. Их выставки проходят под неустанным контролем со стороны Союза художников СССР и представителей от комсомола. Часто выставки запрещают или снимают под формальным предлогом.
В середине восьмидесятых, в годы «перестройки» появляется надежда на либеральные изменения в обществе. Появляется возможность издавать и читать ещё недавно запрещённую литературу, знакомиться с западным кино и покупать альбомы по западному искусству. Молодые художники, воспользовавшись ситуацией «потепления» политического климата в стране, в январе 1987 года обратились с предложением зарегистрировать творческое объединение «Чёрный пруд» в Горьковский горком ВЛКСМ. Формально им уже не могли отказать. Комсомол в те годы обязали работать с неформальными объединениями.
С момента официального создания неформального объединения художников «Чёрный пруд» появляется возможность делать групповые и персональные выставки на регулярной основе. Место, где проходила большая часть выставок — киноцентр «Рекорд», ныне центр культуры, находится в историческом центре города, которое носит название «Чёрный пруд».

## Создание объединения «Чёрный пруд»
Инициатором создания объединения был художник Алексей Сахаров. Он сумел добиться разрешения на организацию творческого объединения, опираясь на закон от 1936 года об общественных организациях. Первое время наблюдение за выставочной деятельностью объединения осуществлял Горком комсомола, но в скором времени положение самой комсомольской организации стало настолько шатким, что выставки объединения никто не контролировал. Учредителями «Чёрного пруда» стали ближайшие друзья Алексея Сахарова. Вначале объединение состояло из восьми человек: Алексей Сахаров, Алексей Акилов, Яков Васильченко, Галина Каковкина, Николай Опыхтин, Николай Сметанин, Сергей Суворов и Геннадий Урлин.
Позже членами объединения стали Сергей Сорокин, хорошо известный любителям искусства по квартирным выставкам и Наталия Панкова.

## Атмосфера объединения
Художники объединения на момент создания организации были друзьями. У них было единое понимание и отношение к искусству. Задачей их общественной деятельности было создание групповых и персональных выставок, которые в 80-е годы проходили нон-стоп. В заключении всегда проводились открытые для общественности обсуждения.
Первый музей, пригласивший «Чёрный пруд» с выставкой был Чувашский государственный художественный музей. В 1987 году старший научный сотрудник Чувашского художественного музея А. Мордвинова писала:
«Удивительные отношения между этими ребятами: они очень требовательны к себе, умеют ценить и восхищаться искусством другого, а это не так уж часто сейчас встретишь. Не преувеличением будет сказать, что высокая культура, широта знаний в области искусства, истории, философии и литературы, увлечённость, искренность, бескорыстность — также их общая черта. В этом, думается, убедились чебоксарские зрители на встрече с художниками „Чёрного пруда“ в нашем музее после открытии выставки. Сколько помним, ни на одном обсуждении выставок не было такого разговора: о национальной культуре, о месте художника в национальном искусстве, о личности художника, о разных течениях в живописи, то есть поднимались вопросы наболевшие, многих сегодня волнующие. Разговор этот продолжался почти до полуночи, когда большинство зрителей уже разошлось. Ребята оказались интереснейшими людьми и собеседниками. Как же нужен и в Чебоксарам такой круг общения!
В экспозицию картин органично влились витрины со стихами Галины Каковкиной, Николая Сметанина, Геннадия Урлина. На открытии выставки звучала флейта Алексея Акилова…
Не было прежде у нас таких выставок. Сложность, интеллектуальность искусства этих художников требует от зрителей душевной работы, определённого напряжения или, быть может, настроения. Но мы благодарны „Чёрному Пруду“ за тот „глоток свежего воздуха“, по словам молодых чебоксарцев, который внесли они в наши выставочные залы».

## Название объединения
Объединение получило название «Чёрный пруд» по историческому месту в центре города. На Чёрном пруду в киноцентре «Рекорд» (ныне Центр культуры «Рекорд») находилась постоянная выставочная площадка объединения.
В настоящее время самого пруда в городе нет, сохранилось только название. Но в начале XX века это был красивый ухоженный пруд. Название своё получил в 1621 году от того, что служил местом стока поверхностных вод. В 1831 он был очищен, вокруг него был разведён сад, где ежегодно устраивались праздники.

## Участники объединения
Алексей Акилов,
родился в 1954 году в городе Горьком. В 1978 окончил ЛВХПУ им. Мухиной. Живописец, график, иконописец.
Яков Васильченко,
родился в 1953 году в городе Горьком. В 1973 году окончил Горьковское художественное училище. Живописец, график, иконописец. Организатор иконописной мастерской «Традиция».
Галина Каковкина,
родилась в 1957 году в городе Горьком. Живописец. Автор многочисленных выставок и проектов. В 1987 году на выставке в Москве во Всесоюзном выставочном комплексе (ВДНХ) награждена медалью. Лауреат премии Нижнего Новгорода (2023).
Николай Опыхтин, родился в 1953 году. Живописец, график. В 1984 году окончил Историко-филологический факультет Горьковского государственного университета. Умер в 2019 году в Нижнем Новгороде.
Наталия Панкова, родилась в 1965 году в городе Горьком. Живописец, заслуженный деятель культуры и искусства Нижнего Новгорода (2023), лауреат премии Нижнего Новгорода (2008, 2012, 2023). С 1993 года председатель Нижегородского фонда «Русское искусство». С 2002 года советник представителя МИД России в Нижнем Новгороде.
Алексей Сахаров, родился в 1953 году в г. Уссурийске. Окончил художественно-графический факультет Ленинградского государственного педагогического института им. Герцена. Основатель творческого объединения «Чёрный пруд», живописец, график.
Николай Сметанин, родился в 1958 году. В 1981 году окончил Чебоксарское художественное училище. Живописец, художник-монументалист, иконописец.
Сергей Сорокин, родился в 1950 году в городе Архангельске. Живописец, график.
Сергей Суворов, родился в 1952 году в Кировской области. В 1987 году окончил филфак  Горьковского государственного университета им. Лобачевского. График.
Геннадий Урлин, родился в 1952 году в городе Горьком. В 1973 году окончил Горьковское художественное училище. Живописец, график. Умер 25 января 2024 года.

## Выставки
Выставки объединения художников «Чёрный пруд» с 1987 года проходили в Нижнем Новгороде, Москве, Чебоксарах в том числе в Чувашском государственном художественном музее и Нижегородском государственном художественном музее.

## Музейные собрания
Произведения авторов находятся в собраниях:
- Нижегородского государственного художественного музея,
- Чувашского государственного художественного музея,
- Музея изобразительных искусств Республики Марий Эл,
- Ульяновского областного художественного музея,
- Мордовского республиканского музея изобразительных искусств им. С. Д. Эрьзи (Саранск),
- Балашихинского историко-художественного музея и др.